# Сасселло
Сасселло (італ. Sassello, ліг. Sascê) — муніципалітет в Італії, у регіоні Лігурія, провінція Савона.
Сасселло розташоване на відстані близько 440 км на північний захід від Рима, 36 км на захід від Генуї, 20 км на північ від Савони.

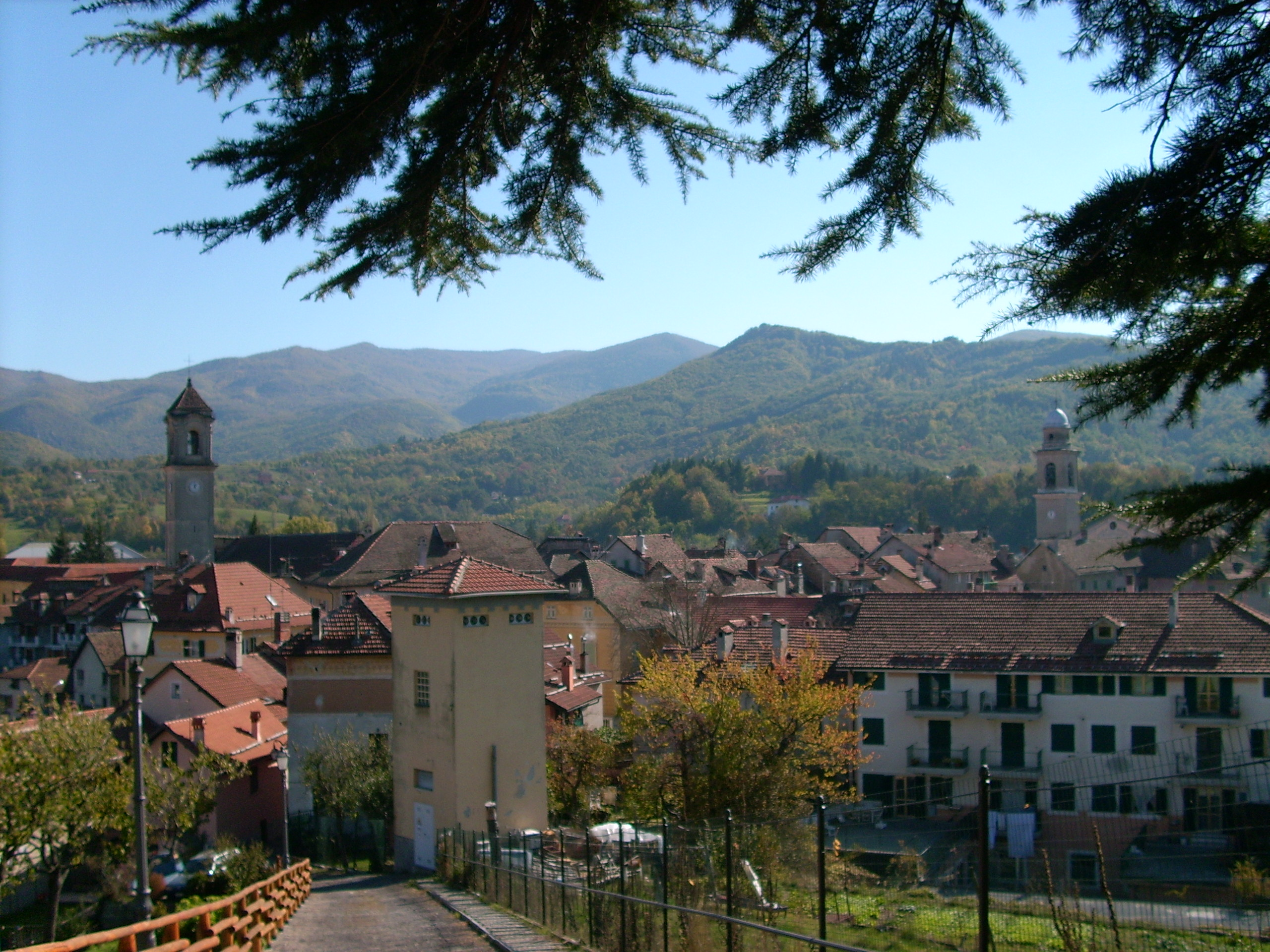

Населення — 1831 особа (2014).

## Демографія
Населення за роками:

Станом на 1 січня 2023 року в муніципалітеті офіційно проживали 93 іноземці з 25 країн, серед них 48 громадян країн Євросоюзу та 3 громадяни України.

## Сусідні муніципалітети
- Аренцано
- Коголето
- Генуя
- Міолья
- Парето
- Понтінвреа
- Понцоне
- Стелла
- Тільєто
- Урбе
- Варацце